# Camon (Somma)
Camon – miejscowość i gmina we Francji, w regionie Hauts-de-France, w departamencie Somma.
Według danych na rok 2011 gminę zamieszkiwało 4517 osób, a gęstość zaludnienia wynosiła 350 osób/km² (wśród 2293 gmin Pikardii Camon plasuje się na 47. miejscu pod względem liczby ludności, natomiast pod względem powierzchni na miejscu 277.).